# Alejandro Sanz Sainz
Alejandro Sanz Sainz (Tudela, Navarra, 5 de junio de 1993), también conocido como Kako Sanz, es un futbolista español que juega como centrocampista. Actualmente esta sin equipo.

## Trayectoria
Formado en las categorías inferiores de la Real Sociedad, jugó durante seis temporadas en el Sanse, convirtiéndose en el jugador que más partidos había disputado con el filial donostiarra.
En julio de 2018 firmó por una temporada con el C. D. Numancia para jugar en la Segunda División con opción de continuar dos años más.
El 28 de enero de 2020 el C. D. Castellón logró su cesión hasta final de temporada. El 24 de septiembre de ese año fichó por una temporada por C. D. Atlético Baleares, que competía en la Segunda División B, tras quedar libre por el descenso a esta misma categoría del equipo numantino. El 4 de enero de 2021 el club y él llegaron a un acuerdo para rescindir el contrato que expiraba en junio y se marchó a Finlandia para jugar en el F. C. Inter Turku.
Al finalizar el año 2021 regresó a España y en marzo de 2022 se unió al Linares Deportivo. Con este equipo jugó la promoción de ascenso a Segunda División, y el 9 de agosto de ese año firmó por el C. A. Osasuna Promesas para competir en la misma Primera Federación.

## Clubes
| Club                     | País      | Año       | Partidos | Goles |
| ------------------------ | --------- | --------- | -------- | ----- |
| Real Sociedad "B"        | España    | 2012-2018 | 171      | 6     |
| C. D. Numancia           | España    | 2018-2020 | 33       | 0     |
| C. D. Castellón (cedido) | España    | 2020      | 7        | 0     |
| C. D. Atlético Baleares  | España    | 2020-2021 | 6        | 0     |
| F. C. Inter Turku        | Finlandia | 2021      | 27       | 1     |
| Linares Deportivo        | España    | 2022      | 11       | 0     |
| C. A. Osasuna Promesas   | España    | 2022-2024 |          |       |